# Призраци в блока
„Призраци в блока“ (на немски: Spuk im Hochhaus) е детски комедиен сериал, заснет в студио ДЕФА в ГДР между 1981 г. и 1982 г.
Сериалът е спин-оф на „Призраци под виенското колело“.

## Сюжет
Внимание:  Текстът по-долу разкрива сюжета на произведението (или части от него)!
Семейна двойка призраци (съпруг и съпруга) обитават блок, построен на същото място, където преди 200 години в комбина са сипвали упойка или в питието, или в храната за посетителите, удряли са ги с тиган по главата, а после са ги ограбвали или в ресторанта, или в хотела. Биват видени и чути от полицай който преди да умре ги проклина да изпълнят 7 добрини за жителите на блока. Но в крайна сметка опитите им винаги водят до объркване или проблеми за въпросните жители, които призраците трябва да разрешат.

## Актьорски състав
- Хайнц Ренак [Heinz Rennhack] – Аугуст Дайбелшмид
- Катя Парила [Katja Paryla] – Йете Дайбелшмид
- Гери Волф [Gerry Wolff]
- Стефан Лизевски [Stefan Lisewski]
- Клаус Мертенс [Klaus Mertens]
- Розмари Бархолд [Rosemarie Bärhold]
- Маделине Лирк [Madeleine Lierck]
- Йорг Панкнин [Jörg Panknin]
- Кате Райхел [Käthe Reichel]
- Бернд Рене [Berndt Renné]
- Зигфрид Зайб [Siegfried Seibt]
- Волфганг Грис [Wolfgang Greese]

## В България
В България сериалът се излъчва по Българската телевизия през първата половина на 80-те години и придобива широка популярност.
Ролите се озвучават от Северина Тенева (Йете), Кирил Варийски (Аугуст), Иван Балсамаджиев и още една актриса.